# Lehigh Mountain Hawks

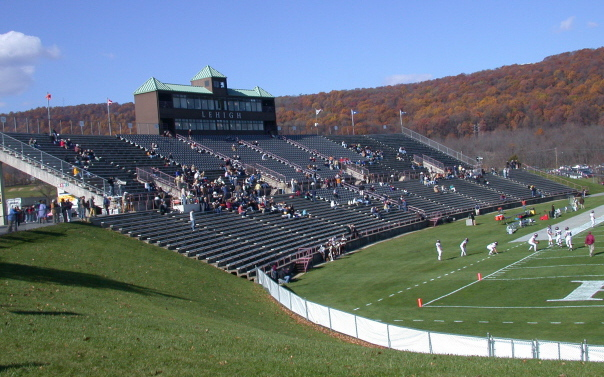
Goodman Stadium

Lehigh Mountain Hawks (español: águilas azores montañeses de Lehigh) es el equipo deportivo de la Universidad de Lehigh, situada en Bethlehem, Pensilvania, fundada en 1865. Los equipos de los Mountain Hawks participan en las competiciones universitarias organizadas por la NCAA, y forman parte de la Patriot League.

## Apodo y mascota
En noviembre de 1995, el Senado de Estudiantes de Lehigh y el Departamento de Deportes presentaron la primera mascota de la historia de la universidad, The Mountain Hawk, y añadieron el apodo al nombre del colegio. Al mismo tiempo, se renovó la imagen del logo y de la identidad de la universidad.
En la actualidad la universidad denomina a todos sus equipos como Mountain Hawks, pero para preservar la historia del deporte del centro, y continúan usando los anteriores apodos usados antes de 1996, los Brown and White (marrones y blancos, en referencia a los colores de la universidad) y los Engineers (ingenieros).

## Programa deportivo
Los Mountain Hawks participan en las siguientes modalidades deportivas:
| - Masculino - Baloncesto - Fútbol americano - Cross - Golf - Atletismo - Natación y Saltos - Béisbol - Lacrosse - Fútbol - Tenis - Lucha libre | - Femenino - Baloncesto - Hockey sobre hierba - Cross - Voleibol - Atletismo - Natación y Saltos - Softball - Lacrosse - Fútbol - Tenis - Remo |

### Baloncesto
El equipo masculino de baloncesto de Lehigh ha llegado en 4 ocasiones al Torneo de la NCAA, la última de ellas en 2010, pero cayendo siempre en primera ronda. Ese mismo año se proclamó campeón de la Patriot League. El único jugador que ha logrado entrar al Draft de la NBA ha sido C.J. McCollum en 2013, siendo elegido en primera ronda .

### Fútbol americano
El equipo de fútbol americano ha ganado en siete ocasiones el título de conferencia. Un total de 29 jugadores salidos de sus aulas han llegado a jugar como profesionales en la NFL.

#### La Rivalidad
La Universidad de Lehigh tiene una antigua rivalidad con el cercano Lafayette College. Desde 1884, los dos equipos de fútbol americano se han encontrado en 143 ocasiones, siendo la rivalidad más larga de la historia del fútbol colegial. También es la que más partidos ininterrumpidos han jugado, sin faltar a su cita desde 1897. A fecha de 2008, Lafayette lidera el enfrentamiento con 76 victorias, por 62 de Lehigh, y 5 empates.

## Instalaciones deportivas
- Goodman Stadium. Con capacidad para 16.000 espectadores, fue inaugurado en 1988, reemplazando al viejo Taylor Stadium, que estuvo funcionando desde 1914. Durante la pasada década fue utilizado por el equipo profesional de los Philadelphia Eagles como campo de entrenamiento de pretemporada.[4]
- Stabler Arena. tiene una capacidad de 5.600 espectadores, y fue inaugurado en 1979. Es un lugar habitual de conciertos, y por él han pasado figuras de la talla de Bryan Adams, Aerosmith, Michael Bolton, Bon Jovi, Bob Dylan, Whitney Houston o Fleetwood Mac, Nirvana entre otros.
- Leeman-Turner Arena at Grace Hall. Es la sede de la lucha libre y del voleibol femenino. Sufrió una profunda remodelación en 2003. Tiene una capacidad para 2200 espectadores.[5]